# John Shepherd-Barron
John Adrian Shepherd-Barron (ur. 23 czerwca 1925, zm. 15 maja 2010) – szkocki wynalazca, twórca bankomatu.
Shepherd-Barron urodził się w Shillong w prowincji Assam (obecnie stan Meghalaya) w Indiach Brytyjskich. Studiował na Uniwersytecie Edynburskim i Uniwersytecie w Cambridge, w latach 60. pracował dla De La Rue Instruments, gdzie wpadł na pomysł samoobsługowej maszyny, nazwanej bankomatem, mogącej wypłacać ludziom pieniądze przez okrągłą dobę, niezależnie od godzin pracy banku. Ponieważ nie istniały jeszcze karty bankomatowe, wypłata dokonywana była na podstawie wprowadzenia papierowego czeku pokrytego radioaktywnym węglem-14, który był rozpoznawany przez maszynę. Pierwsze urządzenie ustawiono 27 czerwca 1967 roku w Enfield Town, na północy Londynu, w banku Barclays. Na początku XXI wieku istniało już 1,7 miliona bankomatów na całym świecie. Za swój wynalazek otrzymał w 2005 roku Order Imperium Brytyjskiego.
Za wynalazcę bankomatu jest także uważany Luther George Simjian, który zainstalował podobne w swym założeniu urządzenie w 1939 roku w Nowym Jorku. Spotkało się ono jednak z nikłym zainteresowaniem i wkrótce zostało zlikwidowane.
Zmarł 15 maja 2010 roku w szkockim Inverness.